# North Rim Entrance Station
 (juillet 2020).
La North Rim Entrance Station est une station de rangers américaine dans le comté de Coconino, en Arizona. Situé sur un îlot au milieu de l'Arizona State Route 67, à l'entrée nord du parc national du Grand Canyon, ce poste de péage a été construit dans le style rustique du National Park Service en 1928. Il est géré par le National Park Service.